# Нешавські статути 1454 року
Неша́вські стату́ти 1454 — звід законів, запроваджених в Польськім Королівстві 1454 року, в місті Нешава (пол. Nieszawa). Були видані окремо для Малої Польщі, Великої Польщі, земель Серадзської, Холмської, Саноцької і Перемишльської. Пізніше поширились на інші терени України у складі Речі Посполитої.
Казимир IV Ягеллончик зробив ряд поступок до шляхти аби отримати їхню підтримку в Тринадцятирічній війні. Серед інших речей, статути вимагали, щоб король отримував схвалення шляхти на нові закони, на набір війська, або на нові податки. Скасовували виняткове право магнатів заміщати вищі державні посади, регулювали судочинство й місцеве управління (яке перебувало в руках магнатів) на користь шляхти. Одночасно Нешавські статути означали і серйозне обмеження королівської влади. Видання законів, розв'язання питань війни й миру могли, згідно з Нешавськими статутами, здійснюватися тільки з відома шляхетських сеймиків; шляхта звільнялася від суду королівських чиновників (за винятком особливих випадків). Нешавські статути частково обмежували права міст.